# Angelo Mariani (dyrygent)
Angelo Maurizio Gaspare Mariani (ur. 11 października 1821 w Rawennie, zm. 13 czerwca 1873 w Genui) – włoski dyrygent.

## Życiorys
Uczył się w konserwatorium w Rawennie u Pietro Cassaliniego (skrzypce) i Girolamo Robertiego (kontrapunkt). Początkowo działał jako dyrygent zespołu w Sant’Agata Feltria (1842) i skrzypek w orkiestrze w Rimini (1843). W latach 1844–1845 był pierwszym skrzypkiem i koncertmistrzem orkiestry w Mesynie. Zyskał uznanie Gioacchino Rossiniego, z którym zaprzyjaźnił się. W 1846 roku dyrygował w Mediolanie przedstawieniem Dwóch Foskariuszy Giuseppe Verdiego. Od 1847 do 1848 roku przebywał w Kopenhadze, gdzie był kapelmistrzem teatru królewskiego. W 1848 roku wziął udział w wydarzeniach Wiosny Ludów, na skutek czego musiał uciekać z Włoch. W latach 1848–1851 przebywał na emigracji w Imperium Osmańskim. Po powrocie do ojczyzny został kapelmistrzem w Genui. Jako zwolennik zjednoczenia Włoch zbliżył się do Verdiego, który często powierzał mu swoje dzieła do wykonania. W latach 1860–1873 był dyrygentem Teatro Comunale w Bolonii, gdzie poprowadził włoskie premiery Lohengrina (1871) i Tannhäusera (1872) Richarda Wagnera. Pod koniec życia cierpiał na raka jelita grubego, na skutek czego musiał zrezygnować z poprowadzenia prapremiery Aidy w Kairze.
Zajmował się także kompozycją, pisał kantaty, pieśni, utwory kameralne i fortepianowe, był też autorem Requiem skomponowanego z okazji śmierci króla duńskiego Chrystiana VIII.